# Солёное (Покровский район)
Солёное (укр. Солоне) — село, Орловский сельский совет, Покровский район, Днепропетровская область, Украина.
Код КОАТУУ — 1224287810. Население по переписи 2001 года составляло 18 человек.

## Географическое положение
Село Солёное находится на расстоянии в 0,5 км от села Мечетное и в 1-м км от села Гапоно-Мечетное.
По селу протекает пересыхающий ручей с запрудой.